# Теорема Титце о продолжении
Теорема Титце о продолжении (или Теорема Титце — Урысона) даёт достаточные условия на функцию, заданную на подмножестве пространства и допускающую непрерывное продолжение на всё пространство.

## Формулировка
Пусть {\displaystyle X} — нормальное пространство и 
{\displaystyle f\colon A\to \mathbb {R} }
непрерывная вещественнозначная функция, заданная на замкнутом подмножестве {\displaystyle A\subset X}.
Тогда существует непрерывная функция
{\displaystyle F\colon X\to \mathbb {R} },
такая, что {\displaystyle F(a)=f(a)} для всех {\displaystyle a\in A}.
Более того, если {\displaystyle f} ограничена, то функция {\displaystyle F} может быть выбрана также ограниченной той же константой.

## История
- Лёйтзен Брауэр и Анри Лебег доказали частный случай теоремы, для конечномерных вещественных векторных пространств.
- Генрих Титце обобщил теорему на случай всех метрических пространств.
- Павел Урысон доказал теорему, как указано здесь, для нормальных топологических пространств.[1][2]

## Вариации и обобщения
- Эта теорема эквивалентна лемме Урысона.
- Если {\displaystyle X} — метрическое пространство, тогда липшицева функция, определённая на произвольном подмножестве {\displaystyle X}, продолжается до липшицевой функции на всё пространство, с той же константой Липшица.